# Campionato italiano di Formula 3 1991
Il Campionato italiano di Formula 3 1991 fu il ventisettesimo della serie. Fu vinto da Gianbattisata Busi della scuderia PiEmme su Dallara F389-VW.